# Aeroportul Eurico de Aguiar Salles
Aeroportul Eurico de Aguiar Salles (IATA: VIX, ICAO: SBVT) este un aeroport din Espírito Santo, Brazilia ce deservește zona Vitória. Aeroportul a fost tranzitat în 2022 de 2.563.269 de pasageri. A fost numit după Eurico de Aguiar Salles⁠(d).
Situat la o altitudine de 3 m, aeroportul dispune de 1 pistă. Este operat de Infraero⁠(d).

## Infrastructură

### Piste
Aeroportul dispune de o singură pistă. Pista 5/23 are suprafața de asfalt și dimensiunile 1.750 m × 45 m. 